# Kryptobotanik

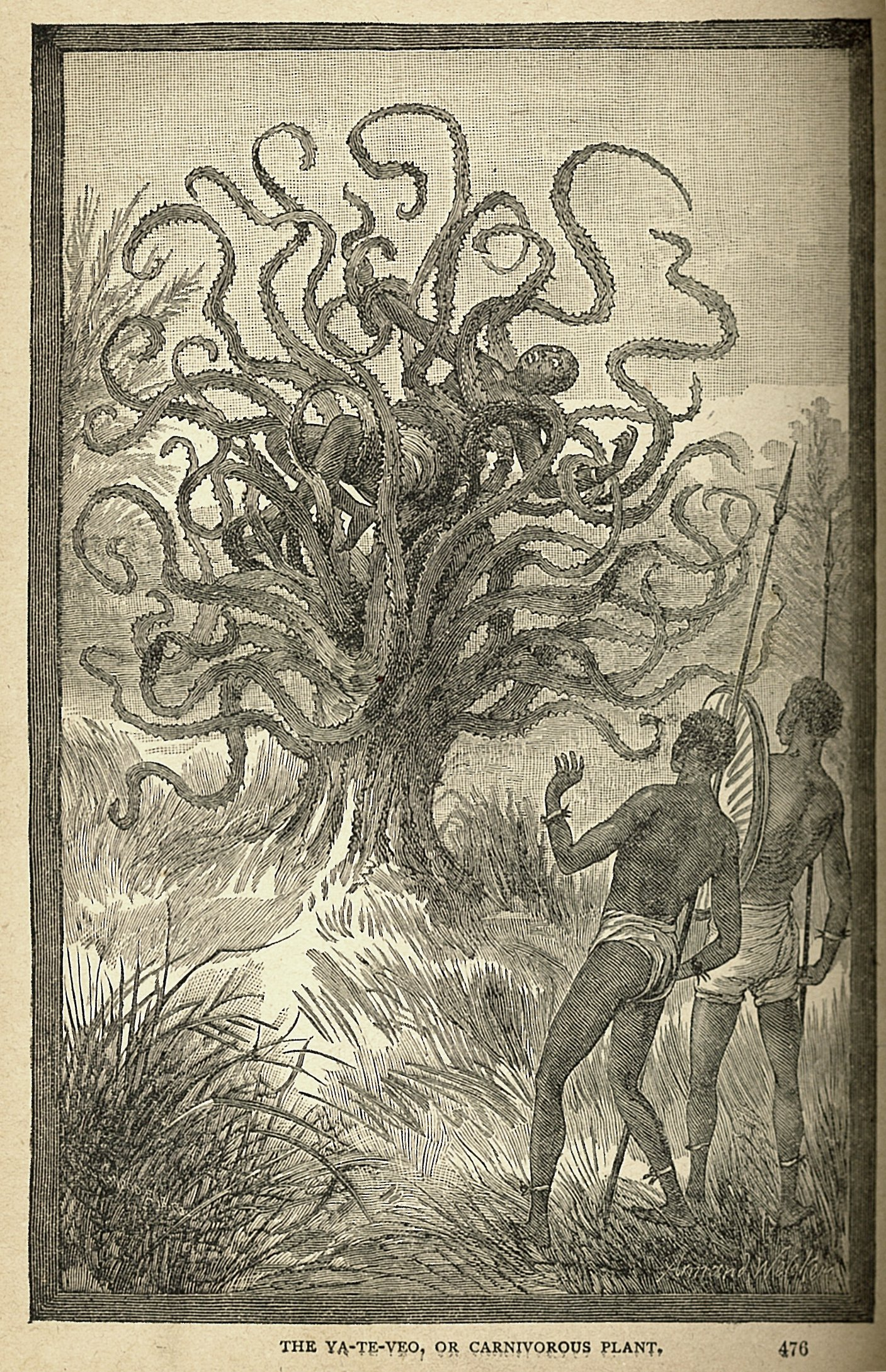
Ett människoätande träd i Centralamerika.

Kryptobotanik är läran om okända växter. I likhet med den mer kända kryptozoologin är den ingen erkänd vetenskap utan skall nog ses mer som kuriosa. Dock finns det allehanda berättelser om märkliga okända växter. Ett exempel är det människoätande trädet i Centralamerika.